# K-9 Mail
K-9 Mailは、フリーかつオープンソースのAndroid用電子メールアプリケーションである。ほとんどの携帯電話にある既定のメールアプリケーションよりも多機能な代替として位置づけられている。POP3とIMAPの両プロトコルだけでなくIMAP IDLEによるリアルタイム通知にも対応している。
名称とロゴはBBCのドクター・フーに登場する、K-9 (犬型ロボット)に由来する。
ソースコードはジェシー・ヴィンセントが2008年10月27日にGitHubリポジトリで初公開したが、同月にGoogle Codeでも公開した。
2022年6月13日にプロジェクトリーダーのckettiは、K-9 MailがMozilla Thunderbirdに引き継がれることを発表した。Firefox Syncによる、デスクトップ版Thunderbirdとの同期機能の提供が予定されている。なおThunderbirdへの移行後も、機能を統合したうえでK-9 Mailの名称、アイコン、配色を維持したアプリケーションが並行して提供が続けられる予定である。
2024年10月30日にThunderbird for Android 8.0がリリースされた。デスクトップ版のThunderbirdのほか、K-9 MailからもThunderbird for Androidへアカウントの設定を移行することができる。なお、K-9 Mailのベータ版および安定版は、2024年10月1日にリリースされた8.0b1以降、Thunderbirdと同じバージョン番号でリリースされるようになった。

## 機能
- IMAP、POP3、Exchange 2003/2007(WebDAVが付属)のアカウントに対応
- フォルダ同期
- OpenKeychain（英語版）による暗号化
- 署名
- SDカード保存

## 評価
Google Playでの公開以降500万から1千万ものダウンロード数があり、7万人以上が4か5つ星の評価をしていて、既定のメールアプリケーションの代替として幅広く評価、賞賛されている。